# Павел Бродзіш

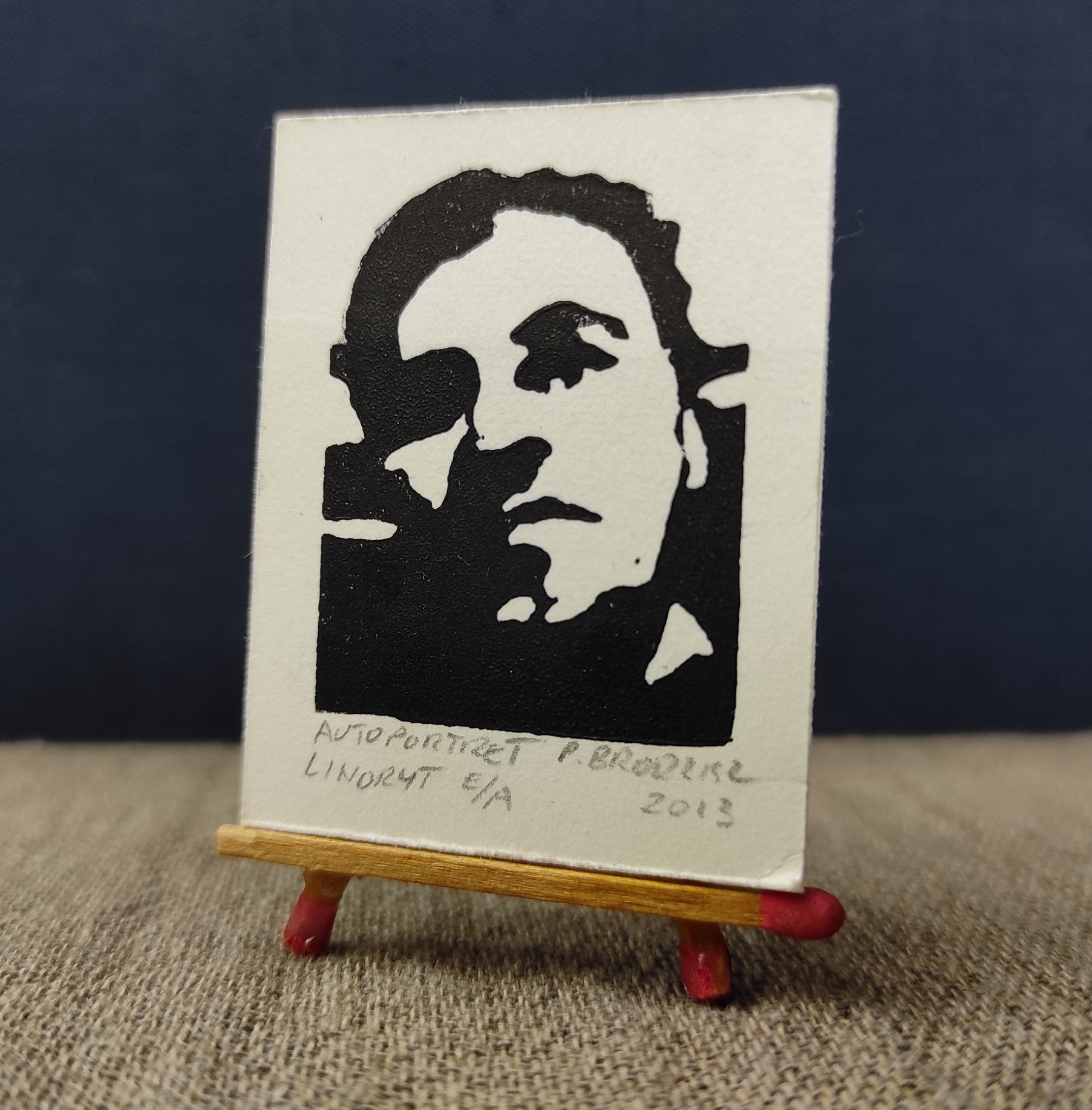
Автопортрет 2013 ліногравюра
розміри 40 × 30 mm, експонат Музей професійного мініатюрного мистецтва Генрик Ян Доміняк в Тихах

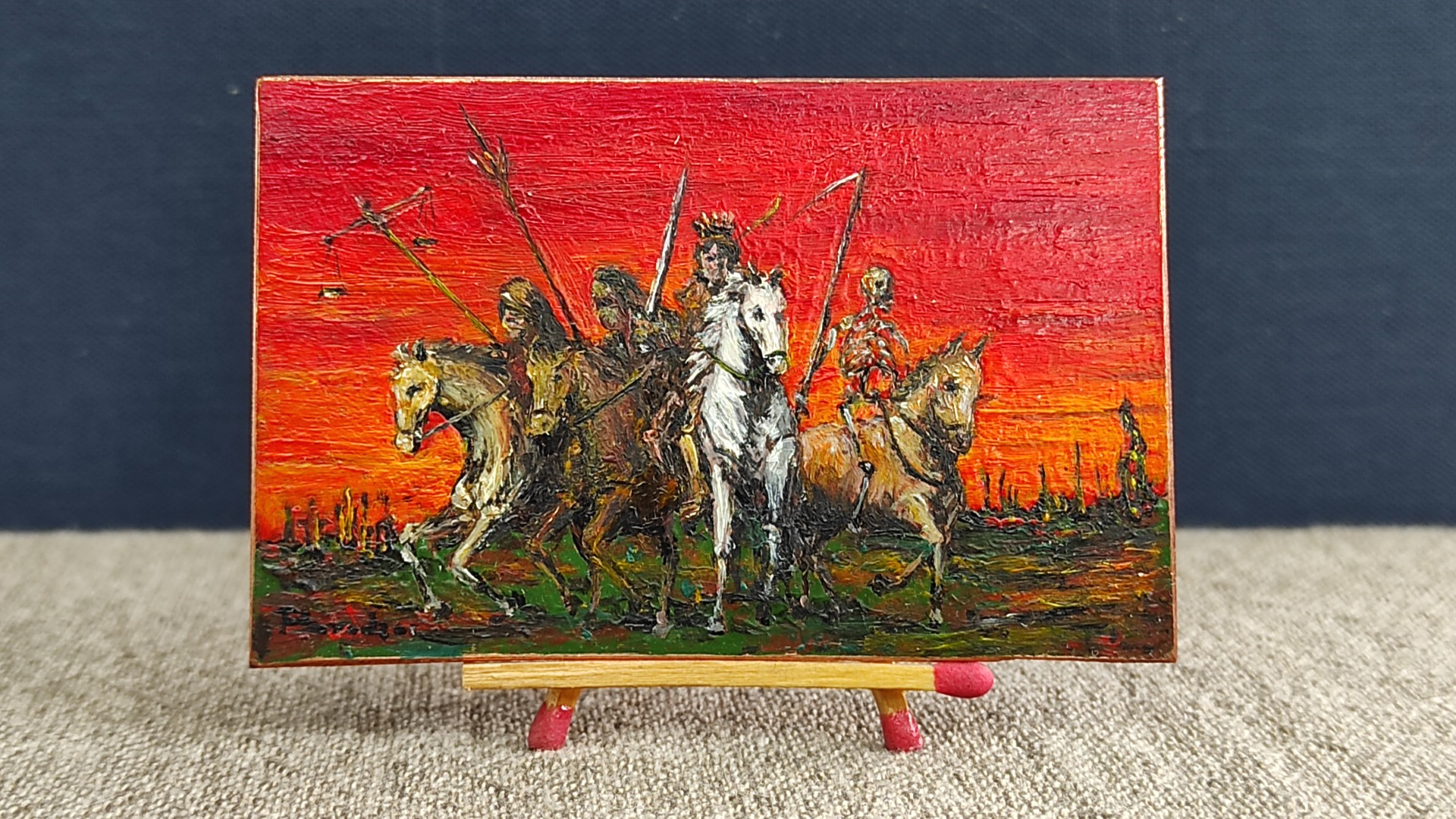
«Чотири вершники Апокаліпсису» 2025. Картина Павла Бродзіша
розміри 50 × 77 mm, експонат в Музей професійного мініатюрного мистецтва Генрик Ян Доміняк в Тихах

Павел Бродзіш (пол. Paweł Brodzisz; 15 лютого 1975) — польський художник маляр, графік і майстер визначних полотен на історико-патріотичні сюжети, часто батального жанру, регіоналістик Люблінщини і Сілезії.

## Художня біографія

### Життєпис
Павло́ Бродзіш народився в село Ящові, виріс в місті Ленчна, де в 1994 році закінчив середню школу. Навчався у Природничих наук університеті у Любліні (випускниця 2000 р.), Університеті Марії Кюрі-Склодовської у Любліні, де отримав ступінь магістра мистецтва (випускниця 2005 р.) і в Люблінському католицькому університеті Івана Павла II (випускниця 2011 р.).

### Творчість і виставки
Сучасний польський художник, автор галузь польської культури, особливістю якого є художнє створення картин та графіки — авторка близько 40 індивідуальних та близько 100 групових виставок у Польщі та за кордоном.
До 31 жовтня 2024 року, Павел Бродзіш представив свої роботи на виставці у:
- Польща — (Холм, Ґура-Кальварія, Люблін, Пщина, Пулави, Свідник, Тихи)[5][8]
- Австрія — (Відень)[5][8]
- Італія — (Тревіоло)[5][8]
- Угорщина — (Hajdúhadház)[5][8]
- Південна Корея — (Кунсан)[5][8]

Цикл картин і графіки пов'язаних з польською Люблінщиною

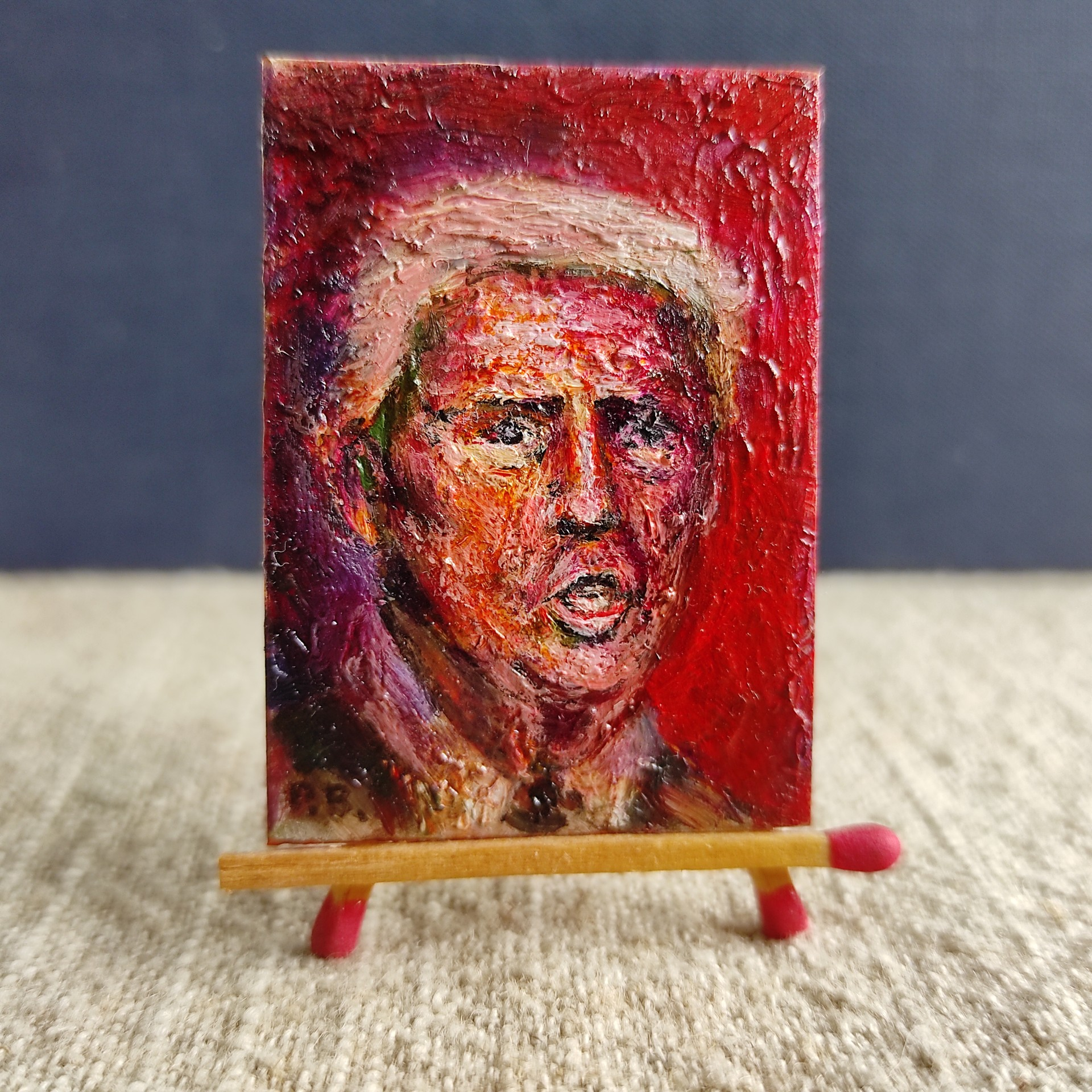
Дональд Трамп портрет — розміри 49 × 35 mm, експонат в Музей професійного мініатюрного мистецтва Генрик Ян Доміняк в Тихах
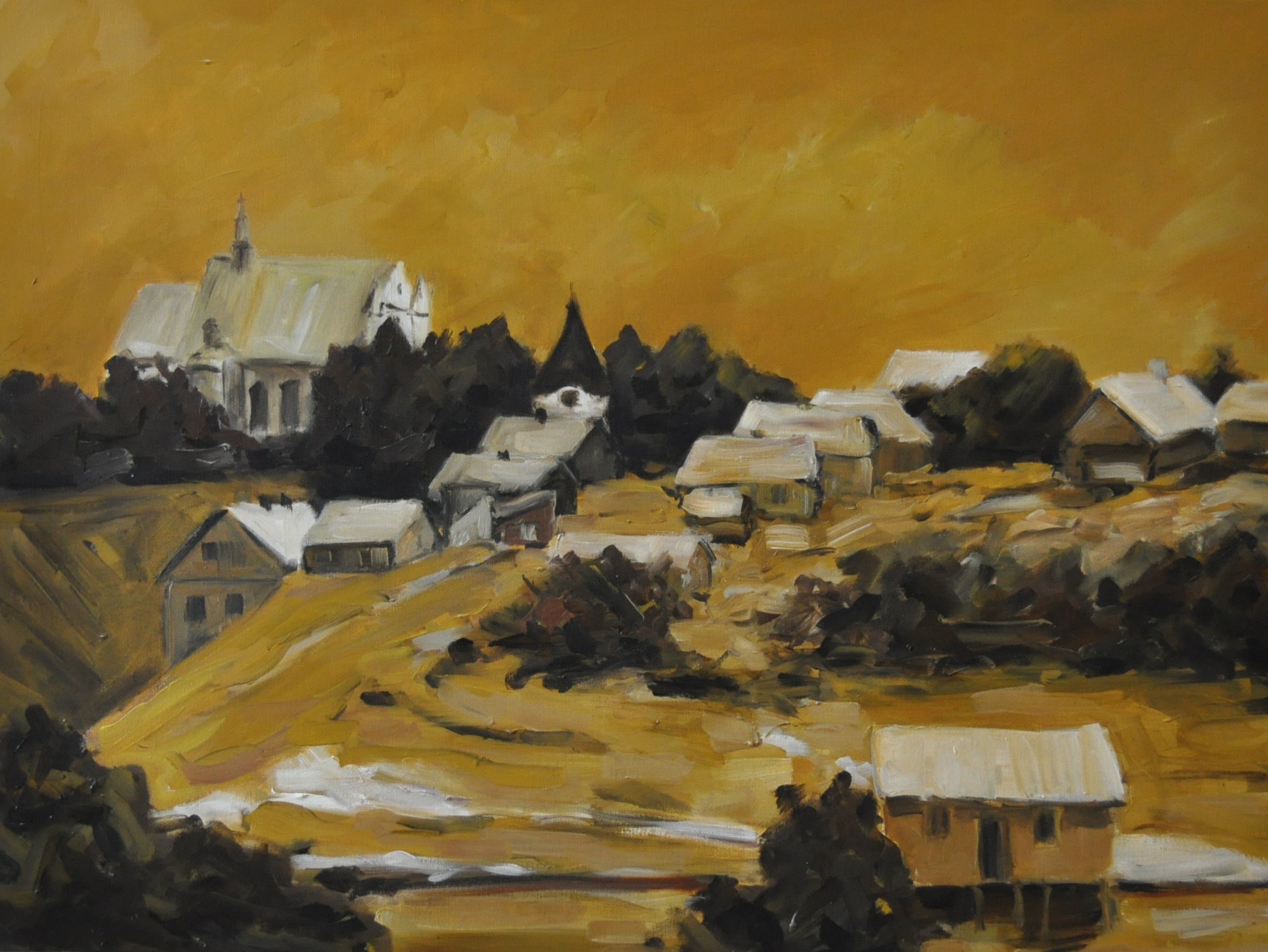
Вид на місто з півночі 1930-хx років., 2012.
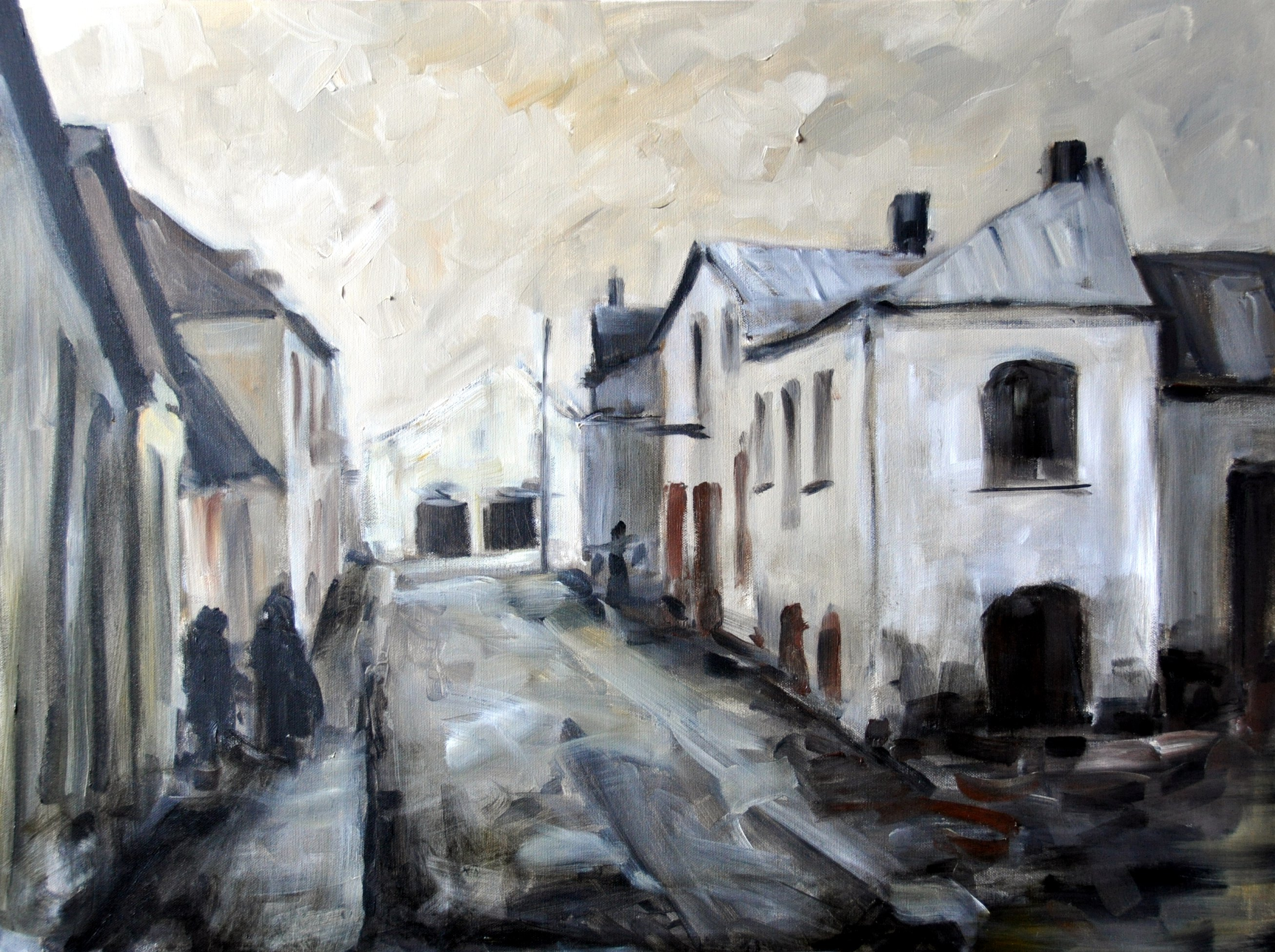
Ленчна вулиця Новокостіелна 1950-хx років., 2012.
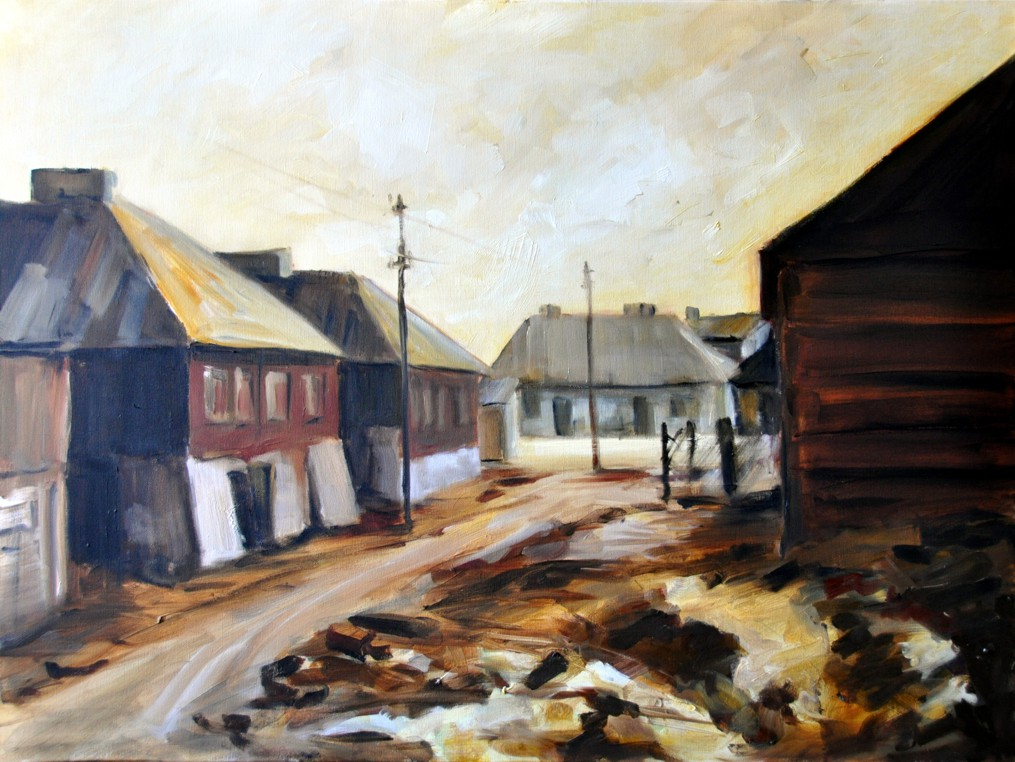
Ленчна, площа Каналовий, 1950-ті роки., 2012.
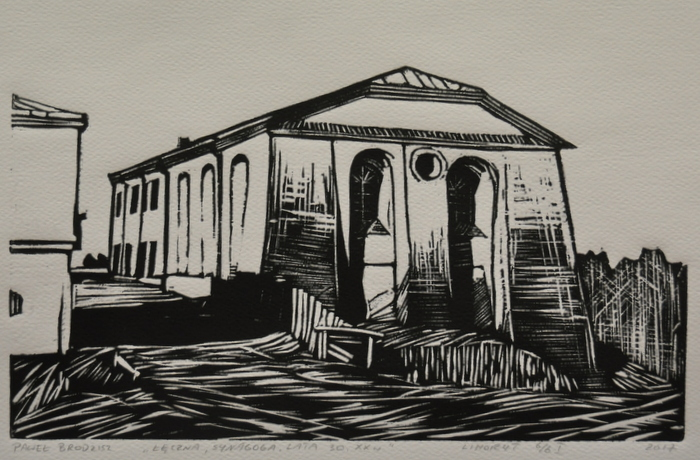
Ленчна, синагога 1930-xх років., 2017.
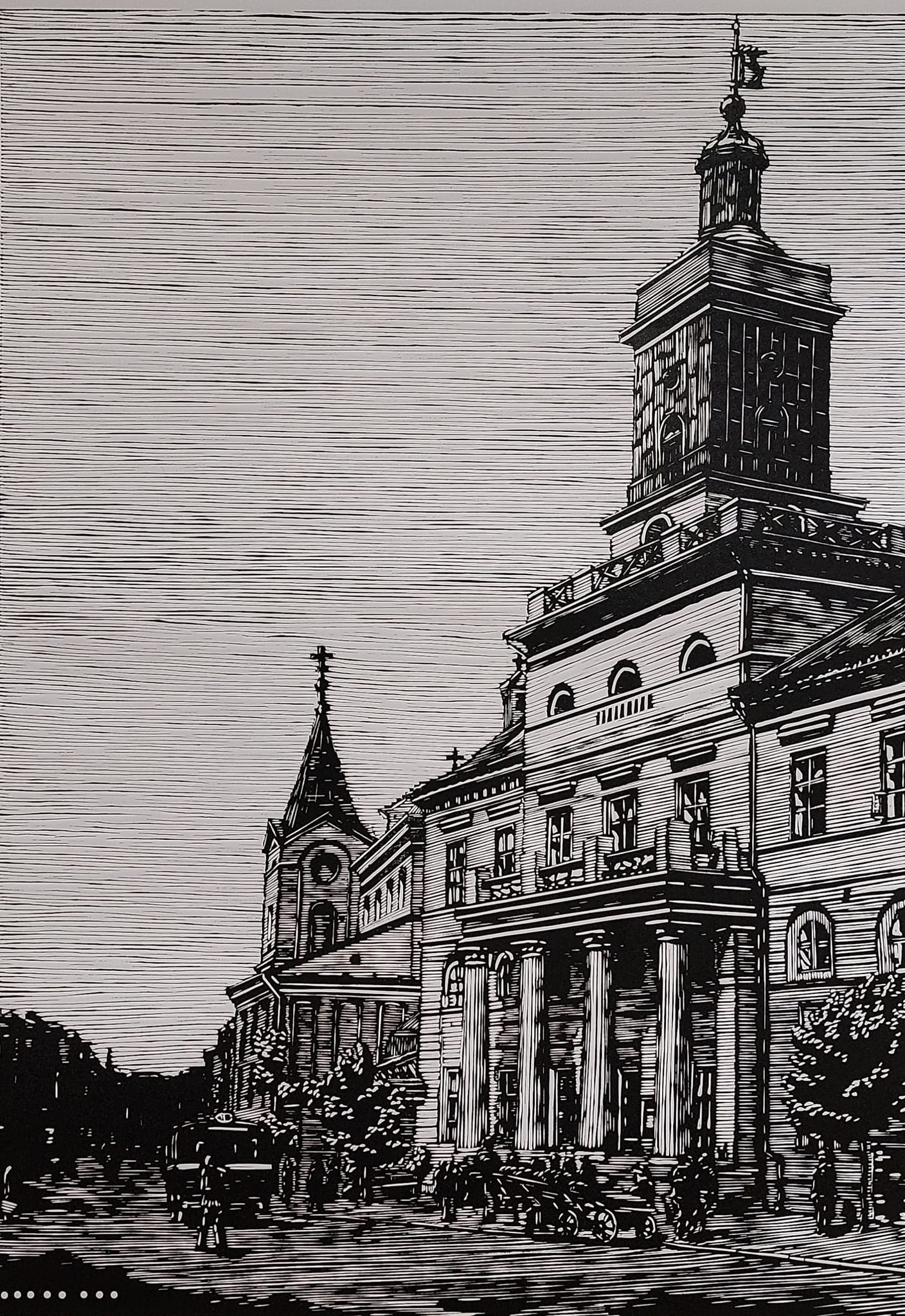
Люблінський ра́туша, 2022.
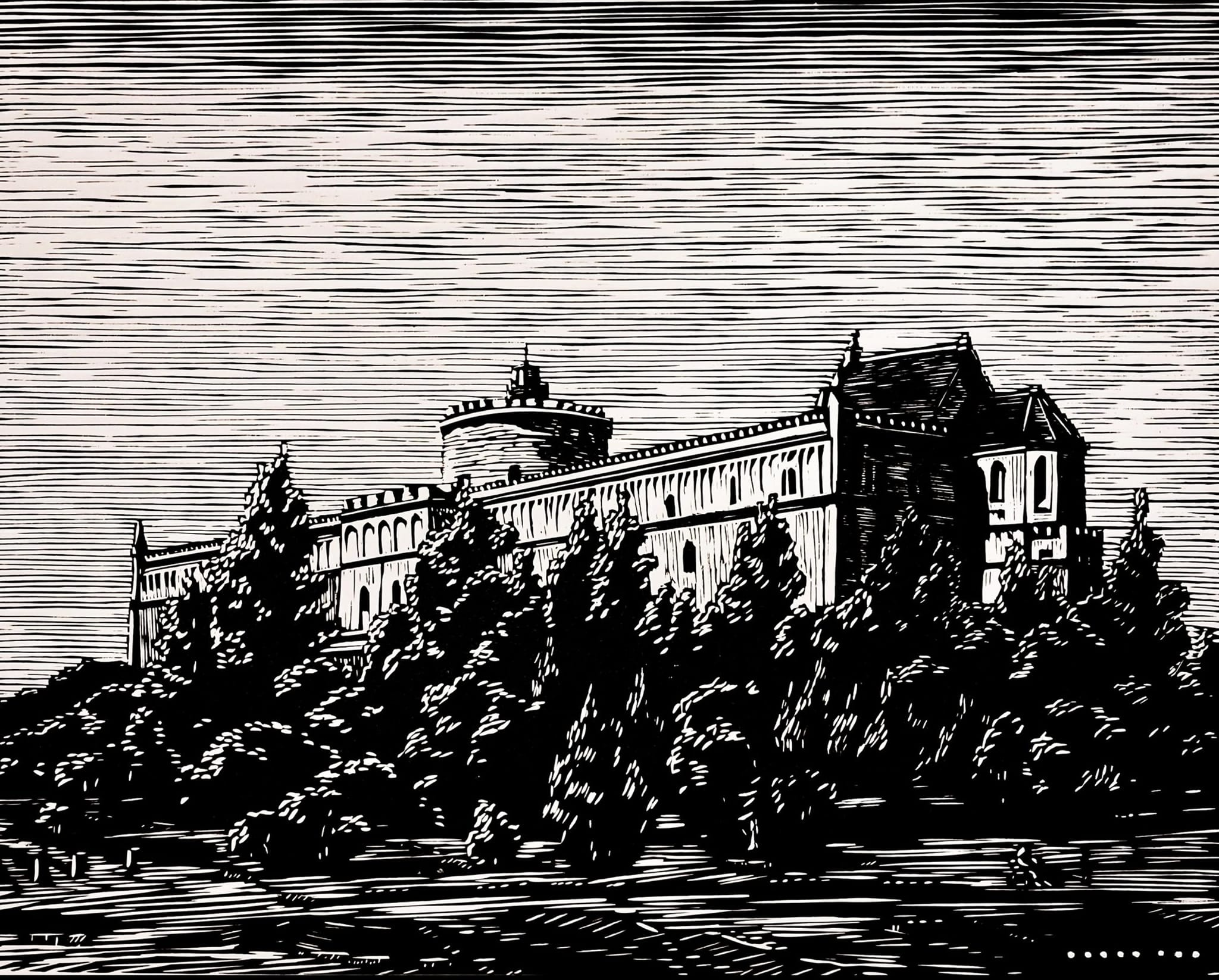
Люблінський за́мок, 2022.

### Особисте життя
Павло́ Бродзіш одружений, дружина Малгожата, у них двоє дітей.

## Нагороди
- Почесна відзнака «За заслуги перед польською культурою» (пол. Odznaka honorowa «Zasłużony dla Kultury Polskiej») — (2025)[10]
- Почесний знак «За заслуги перед Люблінським воєводством» (пол. Odznaka honorowa «Zasłużony dla Województwa Lubelskiego») — (2025)[2]